# 나탈리아 팔라비냐
나탈리아 팔라비냐(포르투갈어: Natália Falavigna, 1984년 5월 9일 ~ )는 2008년 올림픽에서 동메달을 획득한 브라질의 태권도 선수이다. 2004년 하계 올림픽에 -67kg급으로 참가하여 4등을 기록했고 2008년 올림픽에서는 동메달을 획득했다. 이는 브라질 역사상 첫 태권도 올림픽 메달이다.

## 유년기
마링가에서 태어났지만 파라나주 론드리나에서 주로 자랐다. 4살 때에 1988년 하계 올림픽 유도 종목에 참가하여 하프헤비급에서 금메달을 획득한 브라질의 아우렐리우 미게우을 보며 감동을 받았고 운동선수가 되기로했다. 1998년 팔라비냐는 친구의 추천으로 태권도에 입문했다. 당시 코치는 충분히 잠재력이 있으며 세계 챔피언이 될 수 있다고 생각했다. 2년후 킬라니에서 열린 주니어 선수권에서 우승을하며 브라질 최초로 금메달을 획득했다.

## 선수 경력
2001년 제주에서 열린 세계 선수권에 참가하여 동메달을 획득하였다. 이후 2003년 팔라비냐는 우울함에 빠져있었고 심지어는 태권도에서 태니스로 종목을 옮기는걸 고민했지만 대구에서 열린 유니버시아드에 참가하여 은메달을 획득하며 본인의 새로운 능력을 알게 되었다.
2004년에 처음으로 올림픽에 참가했다. 준결승전까지 올라갔으나 중화인민공화국의 천중에게 패하며 결승진출에 실패했다. 이후 패자부활전에서 이탈리아 선수를 이기며 동메달 결정전까지 올라갔으나 아드리아나 카르모나에게 패하며 메달 획득에 실패했고 4등으로 올림픽을 마무리했다. 하지만 1년후 2005년 세계 태권도 선수권 대회에 참가하였고 결승전에서 영국의 세라 스티븐슨을 상대로 승리하며 우승하였다.

2007년 세계 선수권에서는 동메달을 획득했다. 이후 리우데자네이루에서 열린 팬아메리칸 게임에 참가하기로 하였고 개막식에서 선수단 대표로 선수 선서를 하였다. +67kg 종목 결승전까지 올라갔지만 멕시코의 마리아 에스피노사에게 패하며 우승에는 실패했고 은메달을 획득했다.
2008년에 두번째로 올림픽에 참가하였다. 4강전에서 노르웨이의 니나 솔헤임에게 패하며 결승 진출에 실패했다. 하지만 바로 다음 경기인 동메달 결정전에서 스웨덴의 캐롤리나 케지에르스카를 상대로 승리하여 첫 올림픽 메달을 획득했다. 팔라비냐가 획득한 동메달은 브라질 태권도 최초의 올림픽 메달이다.
2009년 세계 태권도 선수권 대회에 참가하여 동메달을 획득하였고 2012년 하계 올림픽에도 참가하였다.

## 수상
- 브라질 올림픽 위원회 선정 올해의 여성 스포츠선수상 (2005년)[15]
- 올해의 태권도 선수상 (2002년-2006년, 2008년-2009년)[16][17][18][15][19][20][21]